# Margaret McPhun
Margaret Pollock McPhun (1876 - 1960) fou una sufragista de Glasgow que estigué tancada dos mesos a la presó de Londres, i escrigué un poema sobre l'activista empresonada Janie Allan.

## Biografia
Margaret McPhun nasqué el 8 de juliol del 1876. Son pare era regidor de Glasgow i comerciant de fusta. Ella i la seua germana Frances McPhun militaren en la Unió Social i Política de les Dones (WSPU). Es trobaven entre les dotzenes d'empresonades per trencar les finestres de les oficines del govern al març del 1912. Les germanes havien estudiat a la Universitat de Glasgow, i Margaret s'hi llicencià en psicologia al 1897.

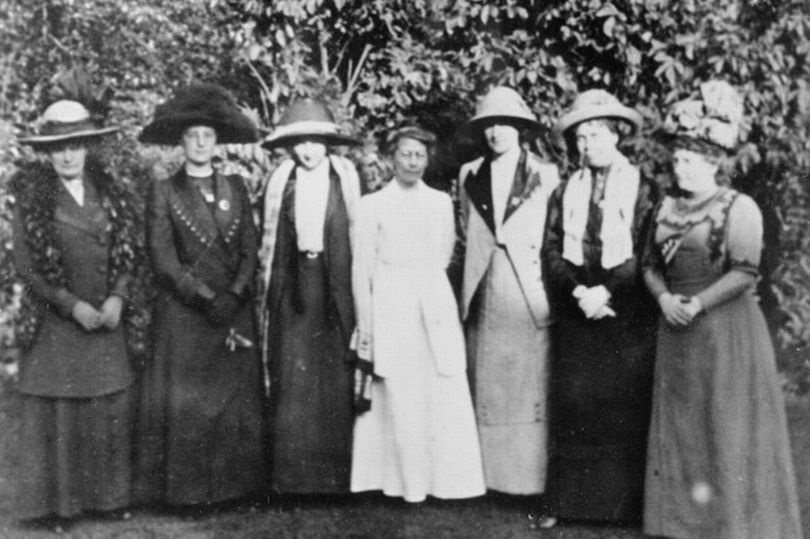
Helen Crawfurd, Janet Barrowman, Margaret McPhun, A. A. Wilson, Frances McPhun, Nancy A. John i Annie Swan

Les germanes feren servir el nom «Campbell» per a ocultar els seus antecedents quan les arrestaren. En eixir de la presó de Holloway després de dos mesos, la WSPU els atorgà la medalla Hunger Strike «pel seu valor» per les seues vagues de fam, tot i que les germanes havien acordat que beurien d'una tassa per a evitar ser alimentades per força amb un tub nasal.
Margaret escrigué un poema sobre una companya de presó anomenada Janie Allan, que gaudia de suport popular a Escòcia. El poema, «A una companya de presó (Miss Janie Allan», s'inclogué en l'antologia Holloway Jingles publicada per la sucursal de Glasgow de la WSPU.